# Цеканье
Це́канье — произношение в соответствии с мягким смычным зубным согласным /т’/ мягкой аффрикаты [ц’] (в другом обозначении [т’с’]). Вместе с дзеканьем (произношением [дз’] в соответствии с /д’/) цеканье является частью общего для них фонетического явления аффрикатизации мягких зубных смычных согласных. Часто аффрикатизацию мягких /т’/ и /д’/ объединяют под одним названием дзеканье. Данная языковая черта распространена в белорусском языке и в ряде диалектов русского языка.
Аффриката [т’с’], произносимая в соответствии с /т’/, представляет собой слитное произношение мягкого зубного смычного согласного [т’] с мягким зубным фрикативным [с’]. В зависимости от длительности свистящей фрикативной фазы, следующей за смычной, различают как собственно аффрикату [т’с’], так и похожий на аффрикату звук [т’с’] (аффрикатоид или аффрицированный звук). Фрикативная фаза может также принимать шипящий характер, тогда [т’] произносится с призвуком [ш’] как [т’ш’], такой характер аффрикатизации зубного смычного согласного представлен в польском языке: cicho «тихо, спокойно».

## Аффрикаты
В белорусском языке: 

Произношение [ц’] (образуемое при переходе смычки в [с’]-образную слегка продлеваемую щелевую фазу) в соответствии с /т’/ во всех позициях в слове является характерной чертой как для литературного белорусского языка (ц при этом фиксируется на письме), так и для большинства белорусских говоров: цень «тень», ціхі «тихий», цябе «тебя», несці «нести», цяпер «сейчас, теперь» и т. п.
В русском языке: 

Цеканье также распространено в части говоров западной диалектной зоны русского языка во всех позициях в слове или во фразе: [ц’]и́хо «тихо», ма[ц’] «мать», п’а[ц’] «пять» и т. п. Ареалом распространения цеканья являются главным образом области, граничащие с территорией распространения белорусского языка: часть южнорусских говоров Западной группы и среднерусские говоры Псковской группы. Также ареал цеканья отмечен в удалении от пограничных с Белоруссией территорий в восточных среднерусских акающих говорах — в отделе Б, небольшие островные ареалы этого явления встречаются и в других говорах. Произношение фонемы /т’/ наряду с /д’/ с сильным свистящим призвуком включено в состав языковых комплексов говоров отдела Б и говоров Псковской группы К. Ф. Захаровой и В. Г. Орловой в их классификации русских диалектов 1965 года.

## Аффрицированные звуки
В русском литературном языке: 

Произношение в соответствии с /т’/ смычного согласного, у которого смычка переходит в краткую щелевую фазу [с’]-образного характера — [т’с’], присуще русскому литературному языку: [т’с’]и́хо, ма[т’с’], п’а[т’с’] и т. п. Вследствие значительной аффрицированности согласного [т’] в литературном языке часто понятие «диалектное произношение» для мягкого /т’/ является в достаточной степени условным. Аффрикатизация /т’/ усиливается как правило в интервокальной позиции и в позиции конца слова.
В среднерусских говорах: 

Аффрицированное произношение /т’/, близкое к звучанию мягкой аффрикаты, среди русских диалектов встречается в основном в среднерусских говорах. В ряде позиций в слове или во фразе в соответствии с /т’/ может произноситься аффриката [ц’].
В некоторых из среднерусских говоров очень редко отмечается не свистящий, а шипящий характер щелевого элемента, в соответствии с /т’/ в этом случае произносится [т’ш’]: [т’ш’]и́хо, ма[т’ш’] и т. п.. Возможное произношение фонемы /т’/ наряду с /д’/ с сильным шипящим призвуком наряду со свистящим является одной из диалектных характеристик говоров отдела Б.
В севернорусских и южнорусских говорах: 

В ряде говоров северного и южного наречий русского языка в соответствии с /т’/ отмечается произношение мягкого взрывного звука, который может быть или палатализованным — [т’], или палатальным — [т’’].